# 19. Primetime Emmy-gála
A 19. Primetime Emmy-gála során az 1966 és 1967 között főműsoridőben bemutatott, amerikai televíziós programokat értékelték. A jelölteket az Academy of Television Arts & Sciences választotta ki. A Los Angeles-i Century Plaza Hotelben tartott ceremóniát az ABC közvetítette 1967. június 4-én. A műsor házigazdái Joey Bishop és Hugh Downs voltak.

## Győztesek és jelöltek
A nyertesek félkövérrel jelölve.

### Műsorok
| Legjobb vígjátéksorozat | Legjobb drámasorozat |
| --- | --- |
| - The Monkees (NBC) - The Andy Griffith Show (CBS) - Bewitched (ABC) - A balfácán (NBC) - Hogan's Heroes (CBS) | - Mission: Impossible (CBS) - The Avengers (ABC) - I Spy (NBC) - Run for Your Life (NBC) - Star Trek (NBC) |
| Legjobb varietésorozat | Legjobb zenés műsor |
| - The Andy Williams Show (NBC) - The Dean Martin Comedy Hour (NBC) - The Hollywood Palace (ABC) - The Jackie Gleason Show (CBS) - The Smothers Brothers Comedy Hour (CBS) - The Tonight Show Starring Johnny Carson (NBC) | - Brigadoon (ABC) - The Bell Telephone Hour (NBC) - Frank Sinatra: A Man and His Music Part II (NBC) |
| Legjobb verieté különkiadás | Legjobb gyerekműsor |
| - The Sid Caesar, Imogene Coca, Carl Reiner, Howard Morris Special (CBS) - ABC Stage 67 (Epizód: "A Time for Laughter") (ABC) - Chrysler Presents The Bob Hope Christmas Special (NBC) - The Dick Van Dyke Special (CBS)  | - Jack and the Beanstalk (NBC) - Charlie Brown's All-Stars! (CBS) - Discovery (ABC) - Snoopy és a halloween (CBS) |
| Legjobb napi műsor | Az év műsora |
| - Mutual of Omaha's Wild Kingdom (NBC) - The General Electric College Bowl (NBC) - The Mike Douglas Show (szindikált sugárzás)                                                                                            | - Az ügynök halála (CBS) - ABC Stage 67 (Epizód: "A Christmas Memory") (ABC) - ABC Stage 67 (Epizód: "The Love Song of Barney Kempinski") (ABC) - CBS Playhouse (Epizód: "The Final War of Olly Winter") (CBS) - CBS Playhouse (Epizód: "The Glass Menagerie") (CBS) - Mark Twain Tonight! (CBS) |

### Színészek

#### Főszereplők
| Legjobb férfi főszereplő (vígjátéksorozat) | Legjobb női főszereplő (vígjátéksorozat) |
| --- | --- |
| - Don Adams (Maxwell Smart) - A balfácán (NBC) - Bob Crane (Col. Robert E. Hogan) - Hogan's Heroes (CBS) - Brian Keith (Bill Davis) - Family Affair (CBS) - Larry Storch (Randolph Agarn) - F Troop (ABC)                                                          | - Lucille Ball (Lucy Carmichael) - The Lucy Show (CBS) - Elizabeth Montgomery (Samantha Stephens) - Bewitched (ABC) - Agnes Moorehead (Endora) - Bewitched (ABC) - Marlo Thomas (Ann Marie) - That Girl (ABC) |
| Legjobb férfi főszereplő (drámasorozat) | Legjobb női főszereplő (drámasorozat) |
| - Bill Cosby (Alexander Scott) - I Spy (NBC) - Robert Culp (Kelly Robinson) - I Spy (NBC) - Ben Gazzara (Paul Bryan) - Run for Your Life (NBC) - David Janssen (Dr. Richard Kimble) - The Fugitive (ABC) - Martin Landau (Rollin Hand) - Mission: Impossible (CBS) | - Barbara Bain (Cinnamon Carter) - Mission: Impossible (CBS) - Diana Rigg (Emma Peel) - The Avengers (ABC) - Barbara Stanwyck (Victoria Barkley) - The Big Valley (ABC)                                       |

#### Mellékszereplők
| Legjobb férfi mellékszereplő (vígjátéksorozat) | Legjobb női mellékszereplő (vígjátéksorozat) |
| --- | --- |
| - Don Knotts (Barney Fife) - The Andy Griffith Show (CBS) (Epizód: "Barney Comes to Mayberry") - Gale Gordon (Mr. Theodore J. Mooney) - The Lucy Show (CBS) - Werner Klemperer (Wilhelm Klink) - Hogan's Heroes (CBS) | - Frances Bavier (Bee) - The Andy Griffith Show (CBS) - Nancy Kulp (Jane Hathaway) - The Beverly Hillbillies (CBS) - Marion Lorne (Aunt Clara) - Bewitched (ABC)                                                                                        |
| Legjobb férfi mellékszereplő (drámasorozat) | Legjobb női mellékszereplő (drámasorozat) |
| - Eli Wallach (Happy Locarno) - A mák virága is virág (ABC) - Leo G. Carroll (Alexander Waverly) - The Man from U.N.C.L.E. (NBC) - Leonard Nimoy (Spock) - Star Trek (NBC)                                            | - Agnes Moorehead (Emma Valentine) - The Wild Wild West (CBS) (Epizód: "Night of the Vicious Valentine") - Tina Chen (Vietnamese Girl) - CBS Playhouse (CBS) (Epizód: "The Final War of Olly Winter") - Ruth Warrick (Hannah Cord) - Peyton Place (ABC) |

#### Egyedülálló alakítások
| Legjobb egyedülálló alakítást nyújtó színész | Legjobb egyedülálló alakítást nyújtó színésznő |
| --- | --- |
| - Peter Ustinov (Szókratész) - Hallmark Hall of Fame (Epizód: "Barefoot in Athens") (NBC) - Alan Arkin (Barney Kempinski) - ABC Stage 67 (Epizód: "The Love Song of Barney Kempinski") (ABC) - Lee J. Cobb (Willy Loman) - Az ügynök halála (CBS) - Ivan Dixon (Olly Winter) - CBS Playhouse (Epizód: "The Final War of Olly Winter") (CBS) - Hal Holbrook (Mark Twain) - Mark Twain Tonight! (CBS) | - Geraldine Page (Sook) - ABC Stage 67 (Epizód: "A Christmas Memory") (ABC) - Shirley Booth (Amanda Wingfield) - CBS Playhouse (Epizód: "The Glass Menagerie") (CBS) - Mildred Dunnock (Linda Loman) - Az ügynök halála (CBS) - Lynn Fontanne (Marija nagyhercegnő) - Hallmark Hall of Fame (Epizód: "Anastasia") (NBC) - Julie Harris (Anasztázia) - Hallmark Hall of Fame (Epizód: "Anastasia") (NBC) |

### Rendezők
| Legjobb rendező (vígjátéksorozat) | Legjobb rendező (drámasorozat) |
| --- | --- |
| - The Monkees (NBC) (Epizód: "Royal Flush") – James Frawley - Bewitched (ABC) – William Asher - Family Affair (CBS) – William D. Russell - I Spy (NBC) (Epizód: "One of Our Bombs is Missing") – Earl Bellamy - The Lucy Show (CBS) – Maury Thompson                                     | - Az ügynök halála (CBS) – Alex Segal - CBS Playhouse (CBS) (Epizód: "The Final War of Olly Winter") – Paul Bogart - Hallmark Hall of Fame (NBC) (Epizód: "Anastasia") – George Schaefer - Mark Twain Tonight! (CBS) – Paul Bogart |
| Legjobb rendező (varietésorozat vagy különkiadás) | |
| - Brigadoon (ABC) – Fielder Cook - The Andy Williams Show (NBC) – Bob Henry - The Dean Martin Comedy Hour (NBC) – Greg Garrison - Frank Sinatra: A Man and His Music Part II (NBC) – Dwight Hemion - The Sid Caesar, Imogene Coca, Carl Reiner, Howard Morris Special (CBS) – Bill Hobin | |

### Forgatókönyvírók
| Legjobb forgatókönyv (vígjátéksorozat) | Legjobb forgatókönyv (drámasorozat) |
| --- | --- |
| - A balfácán (NBC) (Epizód: "Ship of Spies, Parts 1 & 2") – Buck Henry, Leonard Stern - Family Affair (CBS) (Epizód: "Buffy") – Edmund L. Hartmann - Jeannie, a háziszellem (NBC) – Sidney Sheldon | - Mission: Impossible (CBS) – Bruce Geller - CBS Playhouse (CBS) (Epizód: "The Final War of Olly Winter") – Ronald Ribman - I Spy (NBC) (Epizód: "The Warlord") – Robert Culp |
| Legjobb forgatókönyv (varietésorozat vagy különkiadás) | |
| - The Sid Caesar, Imogene Coca, Carl Reiner, Howard Morris Special (CBS) – Mel Brooks, Sam Denoff, Bill Persky, Carl Reiner, Mel Tolkin - The Dean Martin Comedy Hour (NBC) – Harry Crane, Rich Eustis, Lee Hale, Paul Keyes, Al Rogers - The Jackie Gleason Show (CBS) – Marvin Marx, Walter Stone, Rod Parker | |

## Fordítás
- Ez a szócikk részben vagy egészben  a(z)   19th Primetime Emmy Awards című angol Wikipédia-szócikk fordításán alapul.  Az eredeti cikk szerkesztőit annak laptörténete sorolja fel. Ez a jelzés csupán a megfogalmazás eredetét és a szerzői jogokat jelzi, nem szolgál a cikkben szereplő információk forrásmegjelöléseként.